# Joseph Augustin Bouchot
Pour les articles homonymes, voir Bouchot.
Joseph Augustin Bouchot est un homme politique français né le 3 octobre 1791 à Pont-de-Roide-Vermondans (Doubs) et mort le 28 décembre 1858 à L'Isle-sur-le-Doubs (Doubs).

## Biographie
Maitre de forges, il est député du Doubs de 1830 à 1831, siégeant dans la majorité soutenant la Monarchie de Juillet.

## Sources
- « Joseph Augustin Bouchot », dans Adolphe Robert et Gaston Cougny, Dictionnaire des parlementaires français, Edgar Bourloton, 1889-1891 [détail de l’édition]